# Ctenium plumosum
Ctenium plumosum är en gräsart som först beskrevs av Albert Spear Hitchcock, och fick sitt nu gällande namn av Jason Richard Swallen. Ctenium plumosum ingår i släktet Ctenium, och familjen gräs. Inga underarter finns listade i Catalogue of Life.